# Вільям Майкл Россетті
Вільям Майкл Россетті (англ. William Michael Rossetti; 25 вересня 1829 - 5 лютого 1919) — англійський критик і письменник. Один із перших членів Братства прерафаелітів. Син емігранта, італійського патріота та поета Габріеля Россетті та Френсіс Полідорі, брат Марії Россетті, живописця та поета Данте Габріеля Россетті та поетеси Крістіни Россетті.

## Життєпис
З юних років цікавився живописом та літературою. Став одним із засновників прерафаелітського братства в 1848, а також неофіційним організатором і бібліографом, редагував прерафаелітський журнал The Germ («Росток») і публікував там свої вірші.
У 1850-1858 писав статті з мистецтва для журналу The Spectator, у 1861-1865 працював у журналі Fraser's Magazine, а в 1873-1878 - в The Academy. Він також видавав критичні праці, наприклад, «Сучасне образотворче мистецтво» (англ. Fine Art: Chiefly Contemporary, 1869).
В 1889 вийшла його книга, присвячена картинам і поезії Данте Габріеля Россетті, а в 1895 - життєпис Д. Г. Россетті. Крім того, коли виходили у світ віршовані збірки Крістіни Россетті, Вільям Майкл їх редагував. Мемуари, які звуться «Трохи спогадів» (англ. Some Reminiscences ), відображають його знайомство з багатьма відомими особистостями вікторіанської епохи.
Він був частим і бажаним гостем у будинку архітектора Робінсона (дочки якого Агнес Мері Френсіс і Френсіс Мейбл також були письменницями), що стали центральним місцем для зустрічей художників і письменників руху прерафаелітів, таких як: Вільям Морріс, Вільям Холман Хант, Едвард Берн-Джонс, Джеймс Вістлер, Артур Саймонс, Форд Медокс Браун і Матильда Блінд.
У 1874 одружився з Люсі Медокс Браун, художницею та донькою художника Форда Медокса Брауна.

## Праці
Вільям Россетті сформулював концепції прерафаелітизму:
1. Бути щирими.
2. Вивчати природу та знати, як точно відобразити її.
3. Уникати чужого впливу.
4. І, нарешті, працювати якісно та добре.

Він виступив одним із перших захисників Суінберна в «Критиці поем та балад Суінберна» (англ. Criticism on Swinburne's Poems and ballads, 1866).
Дуже любив Шеллі, брав участь у перевиданні його книг і навіть заснував літературне суспільство, присвячене Шеллі (англ. Shelley Society). Він також видав листування свого брата.

## Вибрана бібліографія
- Россетті, У. М. Герм: думають про натури в поетрі, літературі, і мистецтві . - L. : Aylott & Jones, 1850.
- Россетті, У. М. Дослідження ранніх італійських та німецьких книг з етикету ( Essays on early Italian and German books of Courtesy ) . - L. : Trübner, 1869.
- Россетті, У. М. Уолт Вітмен ( Walt Whitman ). - L. : sn , 1876.
- Россетті, У. М. Американська поезія: колекція найкращих американських віршів. ( American poetry: representative collection of best verse by American writers ). - L. : Ward, Lock, 1880.
- Россетті, У. М. Мемуари Персі Біші Шеллі (Memoir of Percy Bysshe Shelley ). - L. : Slark, 1886.
- Россетті, У. М. Данте Габріель Россетті як дизайнер і письменник (Dante Gabriel Rossetti as designer and writer ). - L. : Cassell & Company, 1889.

## Цікаві факти
- Ще в 1871 році Люсі Медокс Браун зобразила свого майбутнього чоловіка в образі чарівника Просперо на картині «Фердинанд і Міранда грають у шахи», де в алегоричній формі зображені члени сімейства Браунів та складні стосунки, що існували між ними.